# Utakata Hanabi/Hoshi ga Matataku Konna Yoru ni
Singles de supercell
Kotchi Muite Baby / Yellow
(2010) Sekiranun Graffiti/Fallin' Fallin' Fallin'
(2011)
Utakuta Hanabi/Hoshi ga Matataku Konna Yoru ni (うたかた花火/星が瞬くこんな夜に) est un single composé par ryo du groupe supercell sorti le 25 août 2010 chez Sony Records. Les chansons sont chantés par Nagi Yanagi. La jaquette a été réalisée par huke.

## Résumé
La chanson Utakata Hanabi (うたかた花火) est le 14e ending de l'anime Naruto Shippûden, et Hoshi ga Matataku Konna Yoru ni (星が瞬くこんな夜に) est l'ending du visual novel Mahōtsukai no Yoru (en) de Type-Moon.
Utakata Hanabi (うたかた花火) a une instrumentation composée d'une batterie, d'un piano et d'un violon. L'introduction commence avec un solo au piano et au violon, le pont arrive avec Nagi Yanagi qui commence à chanter le premier couplet. Au septième couplet, un break est utilisé suivi par le huitième couplet avec Nagi Yanagi qui chante accompagnée seulement par le piano :
Nous avons regardé ensemble un feu d'artifice éphémère (君と見てたうたかた花火, Kimi to miteta utakata hanabi).
Maintenant encore, je pense à ce jour d'été (今でも想う あの夏の日を, Ima de mo omou ano natsu no hi wo)
Faisant référence au titre de la chanson et aux souvenirs de l'été précédent, où la fille était avec celui qu'elle aimé.
La chanson est mélancolique et parle d'une fille qui se rappelle avoir passé le festival du mois d'août avec celui qu'elle aime. Contrairement à Kimi no Shiranai Monogatari (君の知らない物語) et à sayonara memories (さよならメモリーズ) c'est le garçon qui a fait sa déclaration dans le 5e couplet. Le garçon n'est plus auprès de la fille comme pour Kimi no Shiranai Monogatari.
L'ending de Naruto Utakata Hanabi (うたかた花火) reprend aussi cette idée d'un souvenir d'un été. Lors de l'ending on voit Sakura Haruno qui se rappelle avoir été à côté d'un personnage, vraisemblablement Naruto Uzumaki ou Sasuke Uchiha, mais qui n'est plus auprès d'elle.

## Pistes du single
Toutes les chansons sont écrites et composées par ryo.
| No | Titre                                                                              | Durée |
| -- | ---------------------------------------------------------------------------------- | ----- |
| 1. | Utakata Hanabi (うたかた花火)                                                      | 6:01  |
| 2. | Hoshi ga Matataku Konna Yoru ni (星が瞬くこんな夜に)                               | 4:29  |
| 3. | Worldwide Love                                                                     | 4:46  |
| 4. | Utakata Hanabi -Instrumental- (うたかた花火 -Instrumental-)                        | 6:01  |
| 5. | Hoshi ga Matataku Konna Yoru ni -Instrumental- (星が瞬くこんな夜に -Instrumental-) | 4:29  |
| 6. | Worldwide Love -Instrumental-                                                      | 4:42  |

## Charts
| Chart (2010)                   | Position |
| ------------------------------ | -------- |
| Oricon Classement hebdomadaire | 9        |